# Jens Thele
Jens Thele je hudební producent a manažer německé skupiny Scooter už od doby jejího založení. Narodil se 20. prosince 1967 v Hamburku. Kromě činnosti ve Scooteru spolupracuje i s dalšími začínajícími německými hudebníky, a také v dalších projektech Scooteru. Mimoto vede i jedny z prestižní německých labelů Kontor Records a Sheffield Tunes, pod kterými vydávají například ATB, Robert Miles, Scooter. V roce 1995 také spolupracoval na projektu Crystal.